# Тобіас Сана
Тобіас Сана (швед. Tobias Sana, нар. 11 липня 1989, Гетеборг) — шведський футболіст буркінійського походження, фланговий півзахисник клубу «Геккен». Провів два матчі за національну збірну Швеції.

## Клубна кар'єра
У дорослому футболі дебютував 2007 року виступами за команду клубу «Квідінг», в якій провів один сезон, взявши участь у 30 матчах чемпіонату.
Своєю грою за цю команду привернув увагу представників тренерського штабу клубу «Гетеборг», до складу якого приєднався влітку 2008 року. Відіграв за команду з Гетеборга наступні чотири сезони своєї ігрової кар'єри.
1 серпня 2012 року уклав контракт з нідерландським «Аяксом», у складі якого провів наступні два з половиною роки своєї кар'єри гравця. За цей час виграв з командою два чемпіонати Нідерландів і один національний суперкубок, проте на поле виходив вкрай рідко і виступав за дублюючу команду «Йонг Аякс».
До складу клубу «Мальме» приєднався на початку 2015 року. Всього встиг відіграти за команду з Мальме 31 матч в національному чемпіонаті.
З 2017 по 2019 виступав у складі данського «Орхуса».
Влітку 2019 повернувся до складу «Гетеборга».

## Виступи за збірну
У 2012 році провів два матчі у складі національної збірної Швеції.

## Титули і досягнення
- Чемпіон Нідерландів (2):

«Аякс»: 2012-13, 2013-14
- Чемпіон Швеції (2):

«Мальме»: 2016
«Геккен»: 2022
- Володар Суперкубка Нідерландів (1):

«Аякс»: 2013
- Володар Кубка Швеції (2):

«Гетеборг»: 2019-20
«Геккен»: 2022-23